# Claude Giraud
Claude Giraud (Chamalières, 1936. február 5. – Clermont-Ferrand, 2020. november 3.) francia színész.

## Fontosabb filmjei
Moziflimek
- Csalók (Les tricheurs) (1958)
- Körbe-körbe (La ronde) (1964)
- Angélique, az angyali márkinő (Angélique, marquise des anges) (1964)
- A csodálatos Angélique (Merveilleuse Angélique) (1965)
- Angélique és a király (Angélique et le roy) (1966)
- Jákob rabbi kalandjai (Les aventures de Rabbi Jacob) (1973): Mohamed Larbi Slimane / Zeiligman rabbi
- Nem lesz olajháború (La guerre du pétrole n'aura pas lieu) (1975)
- Kövesse azt a gépet! (Suivez cet avion) (1989)
- A fekete angyal (L'ange noir) (1994)

Tv.filmek
- A Fehér Farkas (Le loup blanc) (1977)
- Régi szép vasárnapok (À nous les beaux dimanches) (1986)
- Perzselő szenvedély (La cavalière) (1993)
- A szerelem gyerekjáték (L'amour est un jeu d'enfant) (1994)

Tv-sorozatok
- Belle és Sébastien (Belle et Sébastien) (1968, öt epizódban)
- Sándor Mátyás (Mathias Sandorf) (1979–1981, hat epizódban)
- A császárság jegyesei (Les fiancées de l'empire) (1981, hat epizódban)
- Ulysse 31 (1981–1982, hang, 26 epizódban)
- Az angol szépség (La belle Anglaise) (1990, egy epizódban)
- Flash Gordon (1996–1997, hang, 25 epizódban)